# Sharm-el-Sheikh

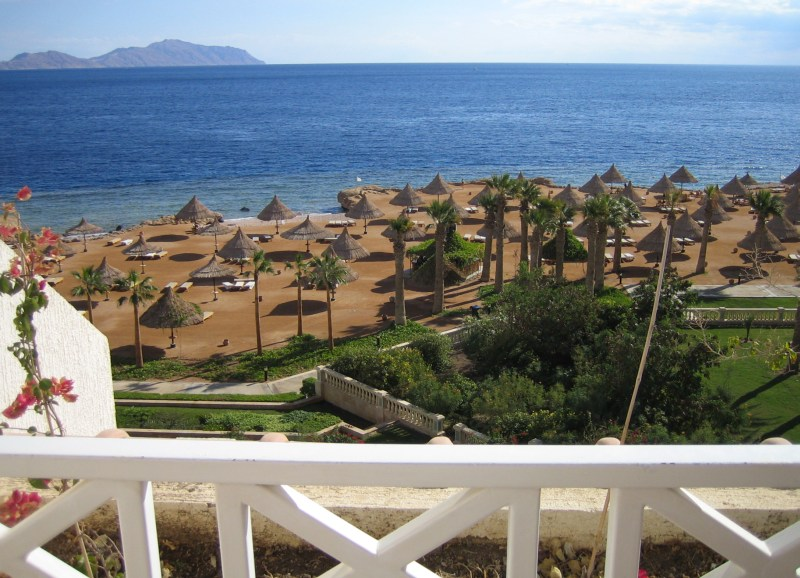
De Rode Zee met het eiland Tiran, gezien vanaf het Sheraton Sharm hotel in Sharm-el-Sheikh.

Sharm-el-Sheikh (Arabisch: شرم الشيخ) is een badplaats op het Egyptische schiereiland Sinaï, aan de monding van de Golf van Akaba. De stad is gelegen tussen de Sinaïberg en de Rode Zee. De naam betekent "Baai van de sjeik", in overeenstemming met de ligging.

## Geschiedenis
Ten tijde van de Suezcrisis werd Sharm-el-Sheikh van 1956 tot 1957 bezet door Israël. Tien jaar later, in 1967, werd de stad wederom veroverd door Israël na de Zesdaagse Oorlog. Sharm-el-Sheikh bleef onder Israëlisch gezag totdat de Sinaï na het vredesverdrag van 1978, de Camp Davidakkoorden, in 1982 weer aan Egypte werd teruggegeven.
Tot 1967 was Sharm-el-Sheikh slechts een klein vissersdorpje. Tijdens de Israëlische bezetting werden de eerste commerciële activiteiten ontwikkeld, gericht op toerisme. Er kwamen enkele hotels en duikscholen. De Egyptische overheid besloot na 1982 het toerisme in Sharm-el-Sheikh verder te stimuleren en ontwikkelen. Buitenlandse investeerders speelden hierbij een grote rol. Zo groeide de stad uit tot het toeristencentrum dat het tegenwoordig is.

### Aanslagen
Op 23 juli 2005 vonden in Sharm-el-Sheikh terroristische aanslagen plaats, waarbij minstens 88 personen, onder wie toeristen, werden gedood. In oktober 2015 vond een aanslag plaats op een Russisch passagierstoestel dat vertrok vanuit de badplaats (Kogalymavia-vlucht 9268), waarbij meer dan 200 slachtoffers vielen.

### Haaien
Begin december 2010 werden tot twee keer toe toeristen aangevallen door haaien. In totaal raakten vier personen ernstig gewond en één Duitse vrouw werd gedood. Voor meer dan een week mocht er niet meer in zee gezwommen worden en haaiendeskundigen deden onderzoek naar de reden van de aanvallen van de haaien. Zij kwamen tot de conclusie dat de haaien waarschijnlijk zo dicht bij de kust waren gekomen omdat er illegaal kadavers in zee waren gedumpt.

### Moebarak
De voormalige president van Egypte Hosni Moebarak bezat een woning in Sharm-el-Sheikh, die tijdens zijn regeerperiode vaak het toneel was voor multilaterale ontmoetingen tussen regeringsleiders. Zo vond er begin februari 2005 een politieke topontmoeting plaats tussen de leiders van Egypte, Israël, de Palestijnse Autoriteit en Jordanië. Na zijn gedwongen aftreden als president op 11 februari 2011, als gevolg van de Egyptische Revolutie, trok Moebarak zich hier terug.

## Toerisme
Sharm-el-Sheikh is een belangrijke toeristische trekpleister. De kalme en heldere wateren van de Rode Zee maken het een populaire duikbestemming. Het nabijgelegen Ras Mohammed is een nationaal park. In de stad zijn vele hotels te vinden. De stad heeft ook een vliegveld waar diverse chartermaatschappijen uit Europa op vliegen. De toeristische strook strekt zich uit tot aan Naama Bay.
Naama Bay is volledig ingesteld op de toeristen, hetgeen ook te merken is aan de vele souvenirwinkels, sishagelegenheden en internationale voedingsketens (zoals Starbucks, McDonald's en Hard Rock Cafe). Vanwege de hitte gedurende de dag zijn de meeste winkels vooral 's avonds (na zonsondergang) geopend.

## Sport
In 2013 en 2022 vonden de Afrikaanse kampioenschappen wielrennen plaats in en rond de stad.

## Klimaat
| Maand                                                                    | jan | feb | mrt | apr | mei | jun | jul | aug | sep | okt | nov | dec | Jaar |
| ------------------------------------------------------------------------ | --- | --- | --- | --- | --- | --- | --- | --- | --- | --- | --- | --- | ---- |
| Gemiddeld maximum (°C)                                                   | 21  | 22  | 25  | 28  | 32  | 34  | 35  | 35  | 33  | 30  | 28  | 22  | 29   |
| Gemiddeld minimum (°C)                                                   | 10  | 11  | 14  | 17  | 20  | 23  | 25  | 25  | 23  | 20  | 16  | 12  | 18   |
|                                                                          |     |     |     |     |     |     |     |     |     |     |     |     |      |
| Neerslag (mm)                                                            | 0   | 1   | 2   | 0   | 0   | 0   | 0   | 0   | 0   | 1   | 0   | 1   | 5    |
| Bron: http://www.weather2travel.com/climate-guides/egypt/sharm-el-sheikh |     |     |     |     |     |     |     |     |     |     |     |     |      |

| Jan   | Feb   | Mar   | Apr   | Mei   | Jun   | Jul   | Aug   | Sep   | Oct   | Nov   | Dec   |
| ----- | ----- | ----- | ----- | ----- | ----- | ----- | ----- | ----- | ----- | ----- | ----- |
| 22 °C | 21 °C | 21 °C | 23 °C | 24 °C | 26 °C | 27 °C | 28 °C | 28 °C | 27 °C | 25 °C | 24 °C |

## Stadsdelen
Sharm-el-Sheikh bestaat uit een aantal gedeelten. De belangrijkste en bekendste worden hieronder kort besproken.

### Hadaba
Een van de oudste stadsdelen van Sharm-el-Sheikh is Hadaba. Uiteraard zijn hier, zoals overal in Sharm-el-Sheikh, veel hotels te vinden. Ook het (voor Egyptische begrippen) wat chiquere winkelcentrum "Il Mercato" bevindt zich in Hadaba. Op de grens van Hadaba en Naama Bay ligt de "Old Market", met honderden kleine winkeltjes. Dit winkelgebied, met een sfeer die te vergelijken is met een soek, is populair bij zowel toeristen als Egyptenaren.

### Naama Bay

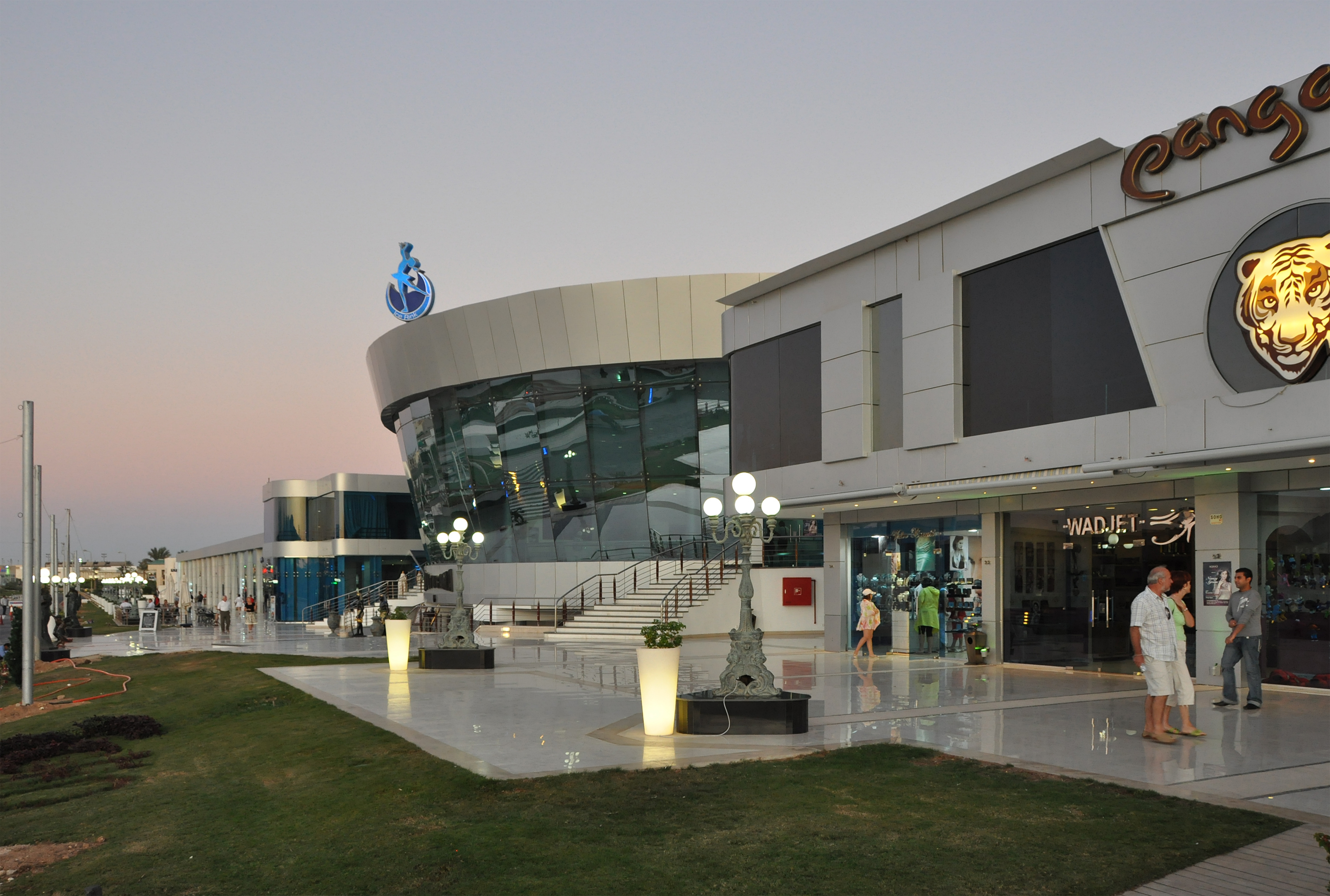
Soho Square

Naama Bay wordt gezien als het stadscentrum van Sharm-el-Sheikh. Het voetgangersgebied in Naama Bay vormt het belangrijkste uitgaanscentrum van Sharm-el-Sheikh. Er zijn vele bars, clubs, winkels en restaurants. Veel internationale bedrijven hebben in dit stadsdeel een vestiging, zoals bekende fastfoodketens en nachtclubs Pacha en Space.

### Shark's Bay
Hier zijn vooral de luxere hotels, zoals Four Seasons Hotel en Savoy gevestigd. Shark's Bay heeft een modern centrum, Soho Square, vol met restaurants, bars en zelfs een ijsbaan, dat vooral in de avonduren druk wordt bezocht.

### Nabq
Nabq is een van de nieuwste delen van Sharm-el-Sheikh en is nog steeds in ontwikkeling. Grote, moderne hotels bepalen samen met talloze winkels en restaurants van bekende internationale ketens het straatbeeld.